# Jartūdeh
Jartūdeh (persiska: جرتوده) är en ort i Iran.   Den ligger i provinsen Khorasan, i den nordöstra delen av landet, 600 km öster om huvudstaden Teheran. Jartūdeh ligger 1 406 meter över havet och antalet invånare är 482.
Terrängen runt Jartūdeh är huvudsakligen kuperad, men åt nordväst är den platt. Terrängen runt Jartūdeh sluttar norrut. Runt Jartūdeh är det ganska glesbefolkat, med 38 invånare per kvadratkilometer. Närmaste större samhälle är Qūchān, 19,8 km öster om Jartūdeh. Trakten runt Jartūdeh består i huvudsak av gräsmarker.